# دوغ كلاين
دوغ كلاين (بالإنجليزية: Doug Cline)‏ هو لاعب كرة قدم أمريكية أمريكي، ولد في 22 مارس 1938 في فالديس في الولايات المتحدة، وتوفي في 10 أكتوبر 1995.

## وصلات خارجية
- دوغ كلاين على موقع مرجع كرة القدم المحترفة.كوم (الإنجليزية)